# کریس شانتلر (بازیکن فوتبال)
کریس شانتلر (انگلیسی: Chris Chantler؛ زادهٔ ۱۶ دسامبر ۱۹۹۰) بازیکن فوتبال اهل بریتانیا است.
از باشگاه‌هایی که در آن بازی کرده‌است می‌توان به باشگاه فوتبال مکلسفیلد تاون، باشگاه فوتبال کارلایل یونایتد، باشگاه فوتبال منچستر سیتی، باشگاه فوتبال کیلمارنوک، و باشگاه فوتبال یونایتد آف منچستر اشاره کرد.